# 大宜味村立大宜味小学校
大宜味村立大宜味小学校（おおぎみそんりつおおぎみしょうがっこう）は、沖縄県国頭郡大宜味村塩屋にある公立小学校。

## 概要
- 大宜味（旧）・喜如嘉・塩屋・津波の村内4校を統合し、村内全域を学区としている。なお、校舎内には、大宜味中学校も同居するが、小中一貫教育は行っていない。

## 沿革
- 1882年（明治15年） - 開校[2]。
- 2016年（平成28年）
  - 1月31日 - 旧大宜味小学校閉校式典挙行[2]。
  - 4月1日 - 大宜味（旧）・喜如嘉・塩屋・津波の村内4校を統合し、（新）大宜味小学校開校。開校時点の児童数は141名[3]。
  - 4月3日 - 結の浜に建設された新校舎の体育館で、開校式挙行[3]。

## 通学区域
- 大宜味村全域

### 進学先中学校
- 大宜味村立大宜味中学校

## 周辺
- 大宜味村立大宜味中学校 - 同一敷地内で、かつ進学先中学校。
- 国道58号
- 大宜味浄化センター
- 結の浜公園
- 大宜味村立診療所
- 東シナ海
- 結の浜展望台

## アクセス
- 沖縄バス系統67番辺土名線で、「安根」停留所下車後、
  - 名護バスターミナル行のりばから、徒歩約420m・約6〜7分。
  - 辺土名バスターミナル行のりばから、徒歩約325m・約5分。